# Win Magazine
Win Magazine è una rivista mensile italiana di informatica pubblicata da Sprea Editori che si occupa principalmente dell'ambiente operativo Microsoft Windows e programmi ad esso connessi.

## Storia
La rivista è nata nel settembre del 1998 con il nome di Win 98 Magazine in occasione dell'uscita del sistema operativo Windows 98. In seguito all'evoluzione dei sistemi Microsoft nel settembre del 1999, il nome della rivista è cambiato in Win Magazine. È stata una delle riviste sull'informatica più vendute in Italia, con vendite superiori alle 100.000 copie dal 2004 al 2010.
Nel 2002, insieme alla rivista Idea Web dello stesso editore, fu oggetto di una campagna pubblicitaria televisiva sulle maggiori reti private nazionali.
A gennaio e febbraio 2003 la rivista ha venduto oltre 90.000 copie.
Nel febbraio 2007 sono state superate le 185.000 copie vendute.
Nel 2007 ha festeggiato il centesimo numero assieme a una rivisitazione del logo e la pubblicazione di un supporto ottico. Nel maggio 2007 esce il numero 100 in edizione speciale da 228 pagine, riconoscibile dalla copertina celebrativa realizzata utilizzando una lamina dorata sul logo della testata, rivisitato per l'occasione. 
A febbraio 2008 sono state superate le 210.000 copie vendute.
Nel dicembre 2010, dopo l'uscita dell’iPad, Win Magazine debutta anche in versione elettronica e interattiva con la propria app, disponibile sull'App Store di Apple. Nell'agosto 2011, grazie a un accordo con Wind, regala giga di navigazione mobile gratuita ai propri lettori.
Dopo il numero 268 di aprile 2020, con Edizioni Master già in difficoltà finanziarie da qualche anno, la pubblicazione viene interrotta. Da agosto 2020 la rivista passa sotto la casa editrice Sprea Editori e riprende con il numero 269 di settembre 2020.

## Contenuti
Win Magazine è la rivista informatica dedicata all’universo Windows e non solo. Ogni mese in edicola, la rivista fornisce dritte e consigli pratici sull’uso dei sistemi operativi Microsoft senza tralasciare le novità hardware e le guide alla risoluzione dei problemi che quotidianamente affliggono l’utente di un PC. Il magazine affronta le problematiche legate all’uso del computer e delle nuove tecnologie.
Alcune delle sezioni che mensilmente vengono sviluppate: Grafica Digitale, Internet, Giochi, Audio & Video, Masterizzazione, Hardware, Utilità.
Le principali rubriche presenti all'interno della rivista sono:
- Fai da te: nella quale si sviluppano progetti per usare il PC in modo creativo.
- News dal mondo dell’Information Technology.
- Temi di attualità: recensioni relative ai nuovi prodotti siano essi software/app che hardware che libri o prodotti multimediali.
- Rubriche dedicate ai giochi, al sistema operativo, alla programmazione.

### Allegati
Al magazine vengono allegati mensilmente uno o più CD-Rom da 700 Megabyte o DVD da 5 o 8 Gigabyte in base alle versioni scelte. I supporti contengono strumenti software e file di esempio al fine di fornire al lettore un kit completo per seguire i progetti proposti negli articoli. Oltre a contenuti freeware, opensource e shareware, spesso si trovano contenuti esclusivi come videocorsi, app e software commerciali completi, videogame per PC o film in DVD-Video.
I supporti offrono una raccolta di programmi specifici per le principali versioni di Windows e raccolte di font, icone, sfondi e driver aggiornati per soddisfare anche l’utente più esigente.

## Premi e riconoscimenti
Il 29 settembre 2005 il responsabile editoriale Gianmarco Bruni ritira il premio Targa d’Oro della Comunicazione Italiana - Premio Speciale ADS, per la sezione Mensili Specializzati: Win Magazine nell'anno precedente si è contraddistinta per l’incremento della diffusione. L'ADS ha infatti certificato una diffusione media di Win Magazine per l’anno 2004 di 129.097 copie, con un incremento rispetto al 2003 di ben 37.203 copie, pari al 40,4%, il più alto all’interno della categoria dei mensili specializzati.